# Président de la république du Burundi
Le président de la république du Burundi est le chef de l'État burundais depuis 1966.

## Mode de scrutin
Le président burundais est élu pour un mandat de sept ans au scrutin uninominal majoritaire à deux tours. Si aucun candidat ne recueille la majorité absolue des suffrages exprimés, un second tour est organisé sous quinze jours entre les deux candidats arrivés en tête, et celui recueillant le plus de suffrages est déclaré élu. 
Le mandat de président n'est renouvelable qu'une seule fois de manière consécutive, l'article 97 de la constitution contenant le passage « Nul ne peut exercer plus de deux mandats consécutifs ». Cette disposition ne s'applique cependant pas aux mandats effectués avant la modification de la constitution par référendum en  mai 2018. Avant cette modification, le mandat était de cinq ans,.
Le mandat de sept ans du président élu débute le jour de son investiture. L'élection présidentielle est quant à elle organisée dans un intervalle allant du mois précédant la fin des sept années de mandat du président sortant à trois mois suivant cette date. Dans ce cas, le président sortant reste en fonction jusqu'à l'investiture de son successeur. Les présidents en exercice ayant officiellement déposé leur candidature à leur succession ne peuvent plus dissoudre le parlement ni légiférer par décret-loi jusqu'au jour de l'élection.